# Andrea Gaudenzi
Andrea Gaudenzi (ur. 30 lipca 1973 w Faenzy) – włoski tenisista, reprezentant w Pucharze Davisa, olimpijczyk z Atlanty (1996).

## Kariera tenisowa
Występując jeszcze jako junior Włoch zwyciężył we French Open 1990 oraz w US Open 1990, natomiast sezon 1990 zakończył jako lider klasyfikacji juniorów. Karierę zawodową Gaudenzi rozpoczął w tym samym roku, a zakończył w 2003 roku. W grze pojedynczej wygrał przez ten czas 3 turnieje rangi ATP World Tour oraz osiągnął 6 finałów.
W grze podwójnej triumfował w 2 turniejach kategorii ATP World Tour, a także doszedł do 4 finałów.
W Pucharze Davisa swoje pierwsze powołanie otrzymał w marcu 1994 roku podczas rywalizacji 1 rundy grupy światowej przeciwko Hiszpanii. Mecz przeciwko Sergiemu Bruguerze przegrał w trzech setach. Łącznie w reprezentacji zagrał w 24 pojedynkach singlowych, z których 14 wygrał oraz w 9 spotkaniach deblowych, z których 5 zwyciężył.
W 1996 roku Gaudenzi wystąpił na igrzyskach olimpijskich w Atlancie. W konkurencji gry pojedynczej doszedł do 3 rundy, w której został wyeliminowany przez Andre Agassiego. W grze podwójnej odpadł w 1 rundzie, w parze z Diegiem Nargiso, po porażce z parą Marc-Kevin Goellner–David Prinosil.
W rankingu gry pojedynczej Gaudenzi najwyżej był na 18. miejscu (27 lutego 1995), a w klasyfikacji gry podwójnej na 59. pozycji (3 lutego 1997).
Ukończył prawo na Uniwersytecie Bolońskim, a następnie uzyskał tytuł Master of Business Administration na International University of Monaco. W 2020 roku został wybrany na stanowisko przewodniczącego ATP na czteroletnią kadencję.

### Finały w turniejach ATP World Tour
| Legenda                                      |
| -------------------------------------------- |
| Wielki Szlem                                 |
| Igrzyska olimpijskie                         |
| Tennis Masters Cup / ATP Finals              |
| ATP Masters Series / ATP Tour Masters 1000   |
| ATP International Series Gold / ATP Tour 500 |
| ATP International Series / ATP Tour 250      |

#### Gra pojedyncza (3–6)
| Końcowy wynik | Nr | Data             | Turniej    | Nawierzchnia | Przeciwnik          | Wynik finału            |
| ------------- | -- | ---------------- | ---------- | ------------ | ------------------- | ----------------------- |
| Finalista     | 1. | 24 lipca 1994    | Stuttgart  | Ceglana      | Alberto Berasategui | 5:7, 3:6, 6:7(5)        |
| Finalista     | 2. | 12 lutego 1995   | Dubaj      | Twarda       | Wayne Ferreira      | 3:6, 3:6                |
| Finalista     | 3. | 13 sierpnia 1995 | San Marino | Ceglana      | Thomas Muster       | 2:6, 0:6                |
| Finalista     | 4. | 14 kwietnia 1996 | Estoril    | Ceglana      | Thomas Muster       | 6:7(4), 4:6             |
| Finalista     | 5. | 28 września 1997 | Bukareszt  | Ceglana      | Richard Fromberg    | 1:6, 6:7(2)             |
| Zwycięzca     | 1. | 29 marca 1998    | Casablanca | Ceglana      | Álex Calatrava      | 6:4, 5:7, 6:4           |
| Finalista     | 6. | 2 sierpnia 1998  | Kitzbühel  | Ceglana      | Albert Costa        | 2:6, 6:1, 2:6, 6:3, 1:6 |
| Zwycięzca     | 2. | 27 maja 2001     | St. Pölten | Ceglana      | Markus Hipfl        | 6:0, 7:5                |
| Zwycięzca     | 3. | 15 lipca 2001    | Båstad     | Ceglana      | Bohdan Ulihrach     | 7:5, 6:3                |

#### Gra podwójna (2–4)
| Końcowy wynik | Nr | Data             | Turniej    | Nawierzchnia    | Partner          | Przeciwnicy                       | Wynik finału         |
| ------------- | -- | ---------------- | ---------- | --------------- | ---------------- | --------------------------------- | -------------------- |
| Finalista     | 1. | 16 kwietnia 1995 | Barcelona  | Ceglana         | Goran Ivanišević | Trevor Kronemann David Macpherson | 2:6, 4:6             |
| Zwycięzca     | 1. | 3 marca 1996     | Mediolan   | Dywanowa (hala) | Goran Ivanišević | Guy Forget Jakob Hlasek           | 6:4, 7:5             |
| Finalista     | 2. | 13 kwietnia 1997 | Estoril    | Ceglana         | Filippo Messori  | Gustavo Kuerten Fernando Meligeni | 2:6, 2:6             |
| Zwycięzca     | 2. | 29 marca 1998    | Casablanca | Ceglana         | Diego Nargiso    | Cristian Brandi Filippo Messori   | 6:4, 7:6             |
| Finalista     | 3. | 28 maja 2000     | St. Pölten | Ceglana         | Diego Nargiso    | Mahesh Bhupathi Andrew Kratzmann  | 6:7(10), 7:6(2), 4:6 |
| Finalista     | 4. | 16 lipca 2000    | Båstad     | Ceglana         | Diego Nargiso    | Nicklas Kulti Mikael Tillström    | 6:4, 2:6, 3:6        |